# الأكمام الخضراء

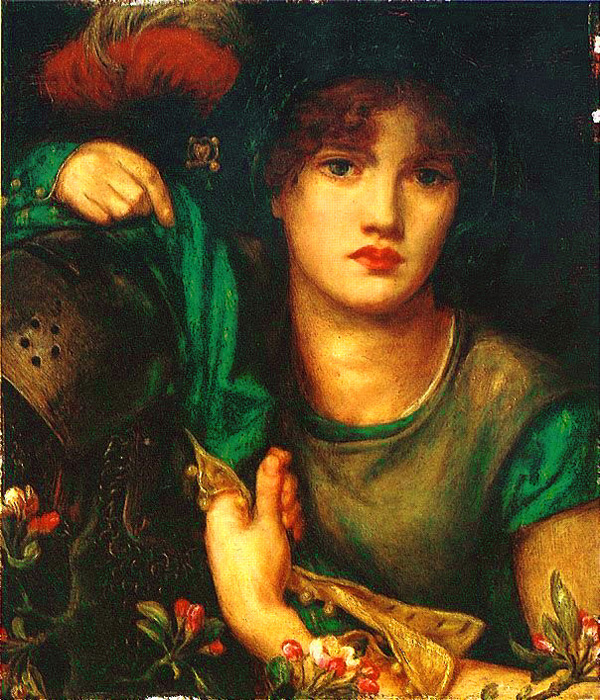
سيدتي ذات الأكمام الخضراء للمؤلف دانتي جابرييل روزيتي

«الأكمام الخضراء» هي أغنية شعبية إنجليزية. تم تسجيل أغنية تحمل اسم "A Newe Northen Dittye of ye Ladye Greene Sleves" «مقطع شمالي جديد للسيدة ذات الأكمام الخضراء» بواسطة ريتشارد جونز في شركة London Stationer في سبتمبر 1580،   وقد عثر على اللحن في عدة مصادر تعود لأواخر القرن السادس عشر وأوائل القرن السابع عشر، مثل Ballet's MS Lute Book و Het Luitboek van Thysius، بالإضافة إلى العديد من المخطوطات المحفوظة في مكتبة سيلي التاريخية في جامعة كامبريدج.

## التأليف
يمكن أن يكون لـ «الأكمام الخضراء» أساسا من مؤلف يسمى رومانيسكا أو بديله passamezzo antico; أو passamezzo antico في أبياته ورومانيسكا في قصته؛ أو من <i>التقدم الأندلسي</i> في أشعاره والرومانيسكا أو passamezzo antico في القصة. اؤلفت الرومانيسكا في إسبانيا وتتألف من سلسلة من أربعة أوتار مع صوت بيس بسيط ومتكرر، مما يوفر الأساس للتفرع والارتجال.

## الأصل
تم تسجيل أغنية عريضة بهذا الاسم في شركة London Stationer في سبتمبر 1580  بواسطة ريتشارد جونز، باسم "A Newe Northen Dittye of ye Ladye Greene Sleves".  تبعتها ستة أغاني أخرى في أقل من عام، واحدة في نفس اليوم، وهو 3 سبتمبر 1580 باسم «Ye Ladie Greene Sleeves تجيب على Donkyn hir frende» للمؤلف إدوارد وايت، ثم في 15 و 18 من سبتمبر بواسطة هنري كار ووايت مرة أخرى، 14 ديسمبر (ريتشارد جونز مرة أخرى)، 13 فبراير 1581 (ويليام إلدرتون)، وأغسطس 1581 (مساهمة وايت الثالثة، "Greene Sleeves is worne awaie ، Yellow Sleeves Comme to decaie ، Blacke Sleeves I Holde in despite, But White Sleeves is worne awaie delighte "). ثم يظهر في المجموعة الباقية كف مملوء بالمسرات السعيدة (1584) على أنها سونيت جديد للسيدة ذات الأكمام الخضراء. ÷وإلى النغمة الجديدة لاغنية الأكمام الخضراء .
هنالك اعتقاد شائع بان الملك هنري الثامن قام بتأليف الأكمام الخضراء لحبيبته وزوجته المستقبلية آن بولين. يُزعم أن بولين رفضت محاولات الملك هنري لإغرائها ويُشار إلى هذا الرفض في الأغنية عندما قامت حبيبة الكاتب بـ«طرده بفضاضة». مع ذلك، فإن القطعة مبنية على أسلوب إيطالي لم يصل إلى إنجلترا إلا بعد وفاة هنري، مما يزيد من احتمالية أن تكون من أصل إليزابيثي.

## تفسير غنائي
هنالك تفسير محتمل للكلمات وهو أن السيدة ذات الأكمام الخضراء كانت شابة «مختلطة» اجتماعيا، وربما حتى عاهرة. لانه في ذلك الوقت كان لكلمة «أخضر» دلالات جنسية، خصوصا في عبارة «ثوب أخضر»، في إشارة إلى بقع العشب الخضراء على ثوب المرأة من الانخراط في الجماع في الهواء الطلق.
التفسير البديل هو أن السيدة ذات الأكمام الخضراء كان يُفترض من خلال زيها افتراضا خاطئا على أنها مختلطة جنسياً. يدعم رفضها «الفاضح» لتقدم الكاتب المزعوم بأنها ليست كذلك. 
في ترجمة نيفيل كوجيل لحكايات كانتربري، يوضح أن «اللون الأخضر (في عصر تشوسر) كان لون الخفة في الحب. وقد تردد صدى هذا في» الأكمام الخضراء هي بهجتي«وفي أماكن أخرى».

### كلمات بديلة
ارتبطت نصوص عيد الميلاد ورأس السنة الجديدة بلحن الاغنية منذ عام 1686 وبحلول القرن التاسع عشر، تضمنت تقريبا كل مجموعة مطبوعة من ترانيم عيد الميلاد بعض النسخ تتضمن كلمات وموسيقى معًا، وينتهي معظمها بالعبارة «في صباح يوم الميلاد». ومن أشهرها كتاب «أي طفل هذا؟»، الذي كتبه ويليام شاترتون ديكس عام 1865.